# Saint-Mards
Pour les articles homonymes, voir Saint-Mards (homonymie).
Saint-Mards est une commune française située dans le département de la Seine-Maritime en région Normandie.

## Géographie

### Localisation
|                         | Lamberville     |           |
| Saint-Pierre-Bénouville | Saint-Mards     | Belmesnil |
|                         | Beauval-en-Caux |           |

### Hydrographie
La commune est située dans le bassin Seine-Normandie. Elle est drainée par la Vienne,.
La Vienne, d'une longueur de 15 km, prend sa source dans la commune de Beauval-en-Caux et se jette  dans la Saâne à Ambrumesnil, après avoir traversé neuf communes. 

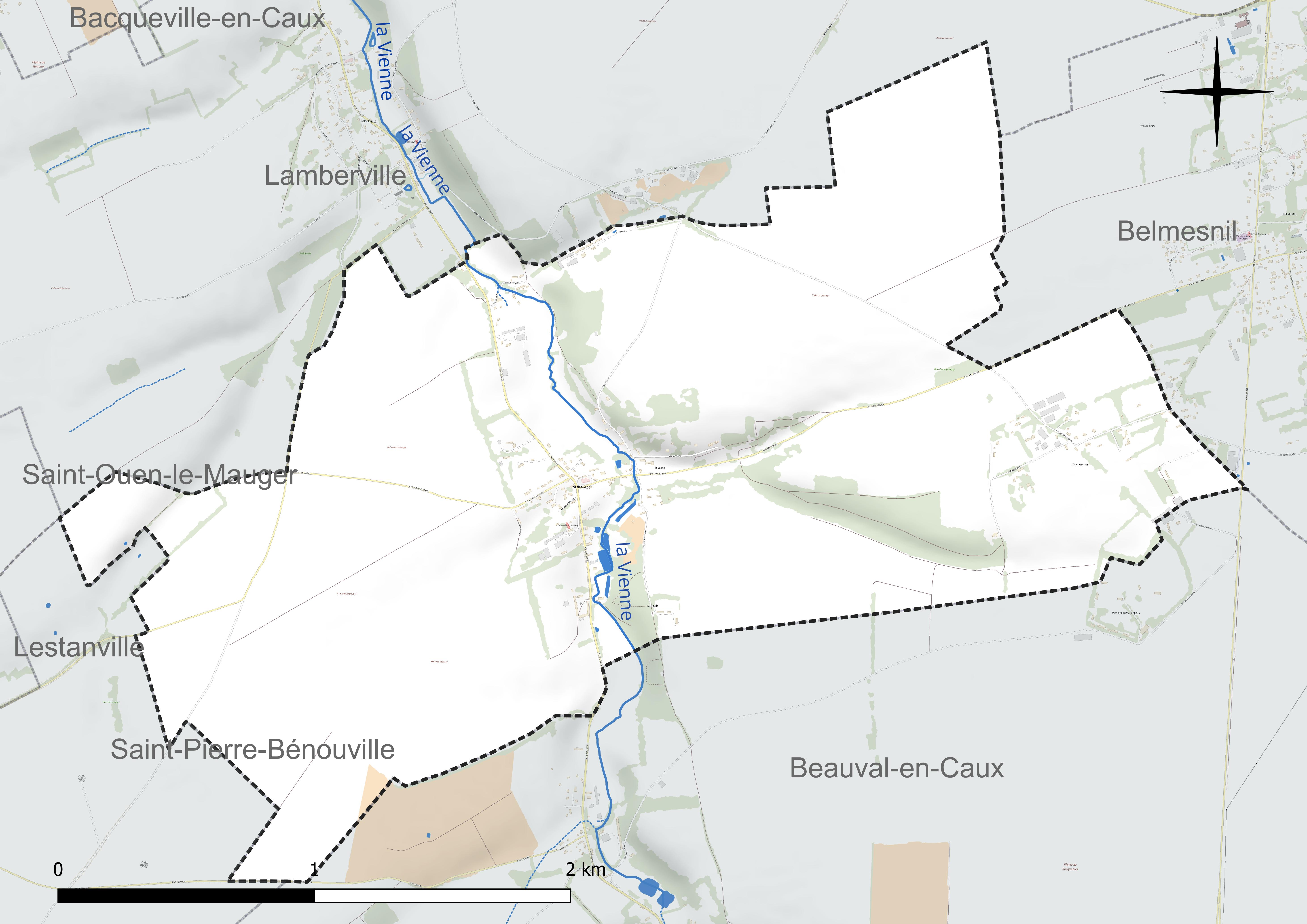
Réseau hydrographique de Saint-Mards.

### Climat
Pour des articles plus généraux, voir Climat de la Normandie et Climat de la Seine-Maritime.
En 2010, le climat de la commune est de type climat océanique franc, selon une étude du CNRS s'appuyant sur une série de données couvrant la période 1971-2000. En 2020, Météo-France publie une typologie des climats de la France métropolitaine dans laquelle la commune est exposée à un climat océanique et est dans la région climatique Côtes de la Manche orientale, caractérisée par un faible ensoleillement (1 550 h/an) ; forte humidité de l’air (plus de 20 h/jour avec humidité relative > 80 % en hiver), vents forts fréquents. Parallèlement le GIEC normand, un groupe régional d’experts sur le climat, différencie quant à lui, dans une étude de 2020, trois grands types de climats pour la région Normandie, nuancés à une échelle plus fine par les facteurs géographiques locaux. La commune est, selon ce zonage, exposée à un « climat maritime », correspondant au Pays de Caux, frais, humide et pluvieux, légèrement plus frais que dans le Cotentin.
Pour la période 1971-2000, la température annuelle moyenne est de 10,4 °C, avec une amplitude thermique annuelle de 13,6 °C. Le cumul annuel moyen de précipitations est de 889 mm, avec 13,3 jours de précipitations en janvier et 8,4 jours en juillet. Pour la période 1991-2020, la température moyenne annuelle observée sur la station météorologique la plus proche, située sur la commune de Dieppe à 19 km à vol d'oiseau, est de 11,3 °C et le cumul annuel moyen de précipitations est de 805,2 mm,. Pour l'avenir, les paramètres climatiques de la commune estimés pour 2050 selon différents scénarios d'émission de gaz à effet de serre sont consultables sur un site dédié publié par Météo-France en novembre 2022.

## Urbanisme

### Typologie
Au 1er janvier 2024, Saint-Mards est catégorisée commune rurale à habitat dispersé, selon la nouvelle grille communale de densité à sept niveaux définie par l'Insee en 2022.
Elle est située hors unité urbaine. Par ailleurs la commune fait partie de l'aire d'attraction de Rouen, dont elle est une commune de la couronne,. Cette aire, qui regroupe 317 communes, est catégorisée dans les aires de 200 000 à moins de 700 000 habitants,.

### Occupation des sols
L'occupation des sols de la commune, telle qu'elle ressort de la base de données européenne d’occupation biophysique des sols Corine Land Cover (CLC), est marquée par l'importance des territoires agricoles (97,3 % en 2018), une proportion identique à celle de 1990 (97,3 %). La répartition détaillée en 2018 est la suivante : 
terres arables (67,1 %), prairies (30,2 %), forêts (2,7 %). L'évolution de l’occupation des sols de la commune et de ses infrastructures peut être observée sur les différentes représentations cartographiques du territoire : la carte de Cassini (XVIIIe siècle), la carte d'état-major (1820-1866) et les cartes ou photos aériennes de l'IGN pour la période actuelle (1950 à aujourd'hui).

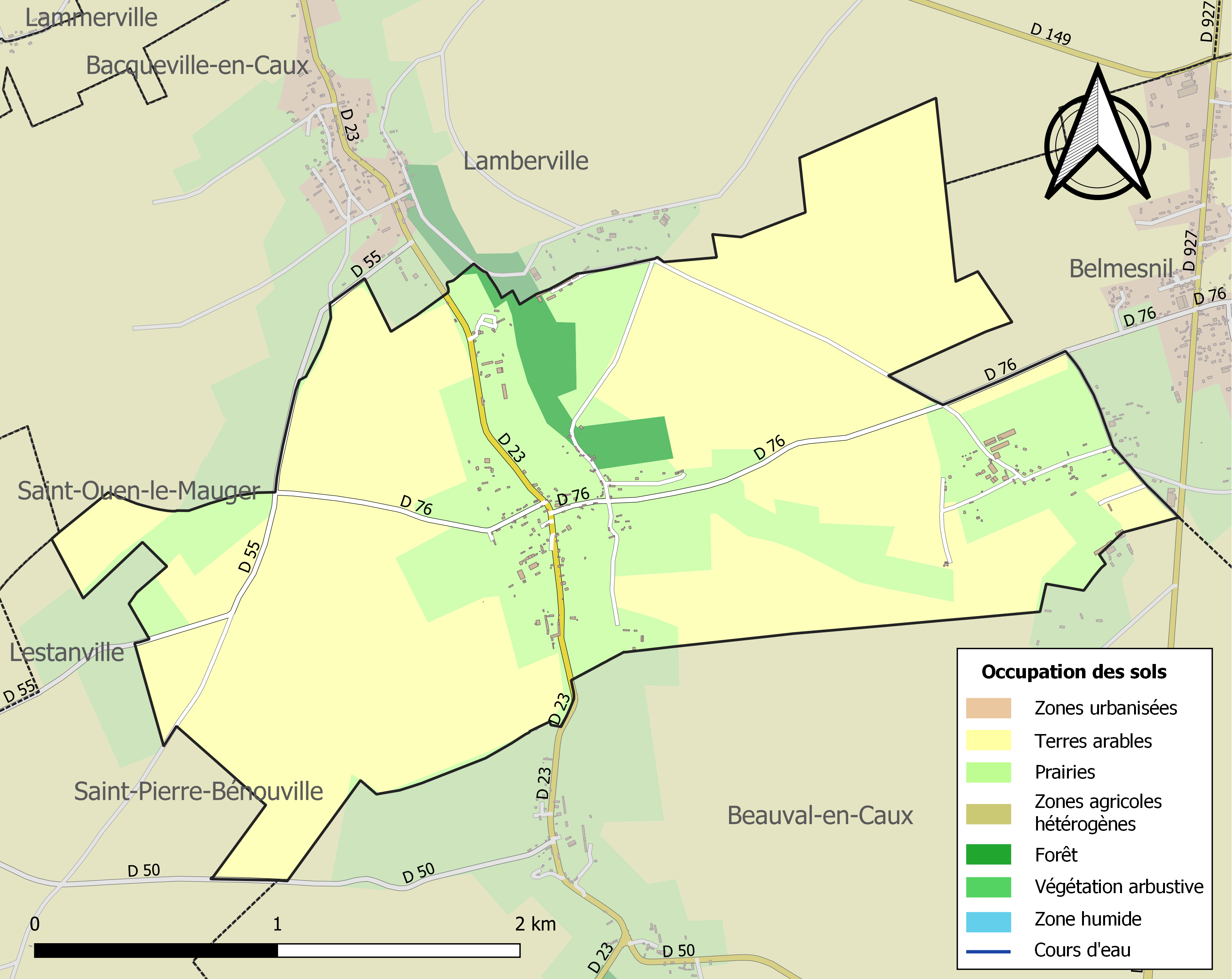
Carte des infrastructures et de l'occupation des sols de la commune en 2018 (CLC).

## Toponymie
Le nom de la localité est attesté sous les formes Sancto Medardo vers 1034, Ecclesie Sancti Medardi en 1155, 1188 et 1189, Ecclesie Sancti Medardi de Belnaio en 1202, Ecclesia de Sancto Medardo vers 1240, de Sancto Medaldo fin du XIIe siècle, Saint Maart en 1319, Sanctus Medardus en 1337, Sainct Maart en 1431, Saint Mars en 1430, Saint Maard en 1464, Saint Maards en 1503, Saint Marc en 1629, Saint Mards en 1714, Saint Mars en 1715 et en 1788, Saint Mards en 1757.
L'hagiotoponyme de Saint-Mards (Mards est un diminutif de Médard) désigne saint Médard, évêque de Noyon au VIIe siècle. La paroisse de Saint-Mards n'est citée qu'à partir du XIIe siècle.

## Politique et administration
| Période                                  | Période                    | Identité        | Étiquette | Qualité                         |
| ---------------------------------------- | -------------------------- | --------------- | --------- | ------------------------------- |
| Les données manquantes sont à compléter. |                            |                 |           |                                 |
| 1962                                     |                            | Flahaut         |           |                                 |
| mars 1983                                | 2014                       | Jacques Ferrand |           | Agriculteur                     |
| 2014                                     | En cours (au 10 août 2020) | Emmanuel Dubosc |           | Réélu pour le mandat 2020-2026, |

## Démographie
L'évolution du nombre d'habitants est connue à travers les recensements de la population effectués dans la commune depuis 1793. Pour les communes de moins de 10 000 habitants, une enquête de recensement portant sur toute la population est réalisée tous les cinq ans, les populations de référence des années intermédiaires étant quant à elles estimées par interpolation ou extrapolation. Pour la commune, le premier recensement exhaustif entrant dans le cadre du nouveau dispositif a été réalisé en 2004.

En 2022, la commune comptait 171 habitants, en évolution de −14,93 % par rapport à 2016 (Seine-Maritime : +0,35 %, France hors Mayotte : +2,11 %).
| 1793 | 1800 | 1806 | 1821 | 1831 | 1836 | 1841 | 1846 | 1851 |
| ---- | ---- | ---- | ---- | ---- | ---- | ---- | ---- | ---- |
| 613  | 658  | 631  | 827  | 559  | 551  | 560  | 547  | 539  |

| 1856 | 1861 | 1866 | 1872 | 1876 | 1881 | 1886 | 1891 | 1896 |
| ---- | ---- | ---- | ---- | ---- | ---- | ---- | ---- | ---- |
| 522  | 503  | 480  | 454  | 437  | 381  | 392  | 400  | 372  |

| 1901 | 1906 | 1911 | 1921 | 1926 | 1931 | 1936 | 1946 | 1954 |
| ---- | ---- | ---- | ---- | ---- | ---- | ---- | ---- | ---- |
| 342  | 339  | 304  | 293  | 269  | 252  | 227  | 238  | 247  |

| 1962 | 1968 | 1975 | 1982 | 1990 | 1999 | 2004 | 2006 | 2009 |
| ---- | ---- | ---- | ---- | ---- | ---- | ---- | ---- | ---- |
| 207  | 174  | 154  | 167  | 201  | 194  | 183  | 172  | 183  |

| 2014 | 2019 | 2022 | - | - | - | - | - | - |
| ---- | ---- | ---- | - | - | - | - | - | - |
| 201  | 179  | 171  | - | - | - | - | - | - |

## Culture locale et patrimoine

### Lieux et monuments

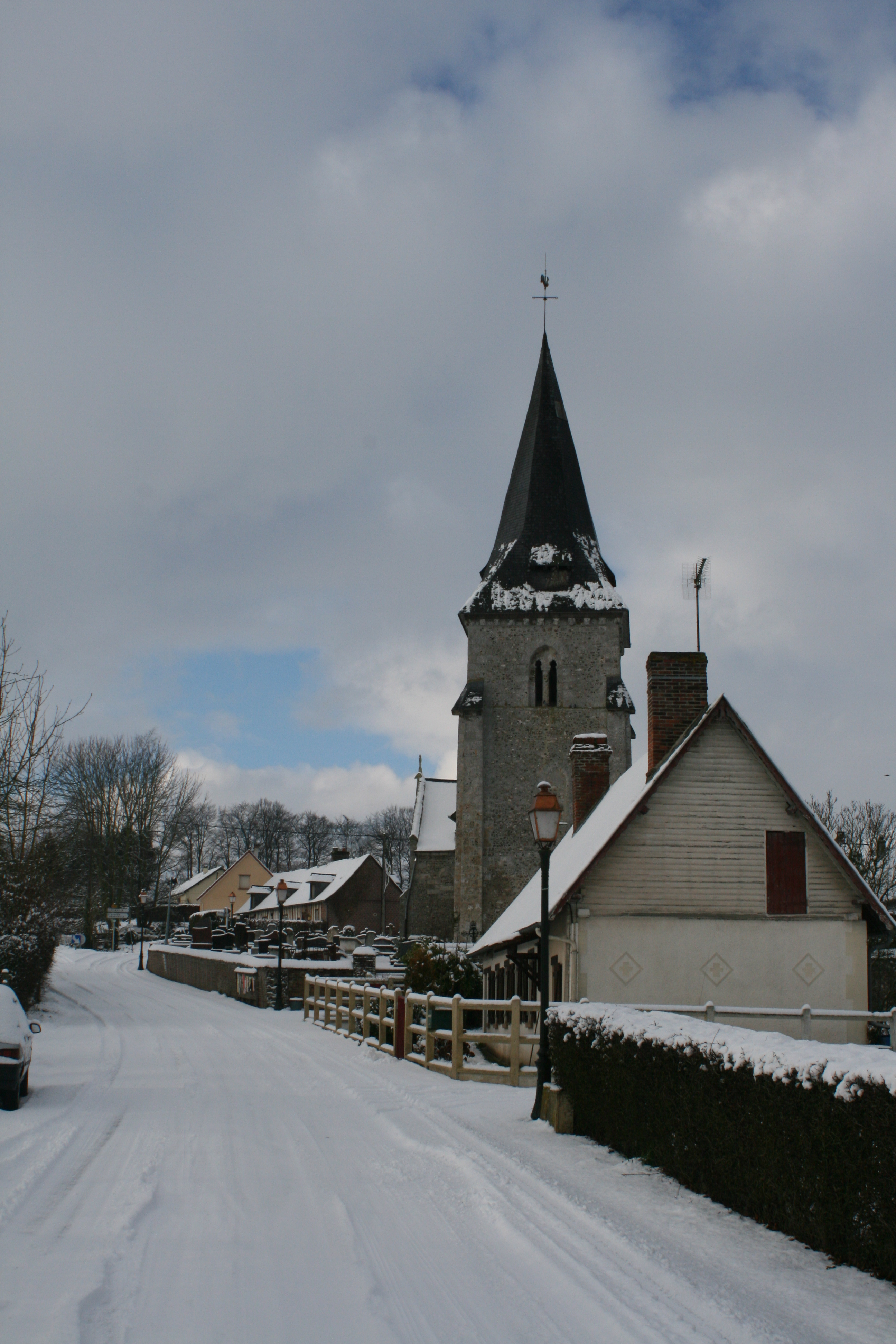
Clocher de l'église de Saint-Mards.

- Église Saint-Médard avec vitraux réalisés par l'artiste Michel King.
- Anciens moulins.

## Pour approfondir